# Ludolph Smids

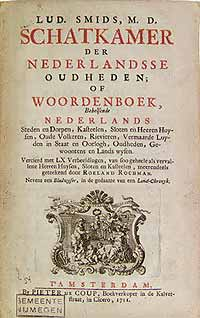
Titelblad Schatkamer der Nederlandse oudheden, uitgegeven door Pieter de Coup, Amsterdam 1711.

Ludolph (ook Ludolf) Smids (Groningen, 13 juni 1649 – Amsterdam, 7 maart 1720) was een zeventiende-/achttiende-eeuwse arts, oudheidkundige en dichter.

## Levensloop
Ludolph Smids was de zoon van Casparus Smids en Maria Sevenster, maar zijn beide ouders stierven toen hij nog jong was. Na het lager onderwijs ging hij eerst twee jaar naar Antwerpen en vervolgens een aantal jaar naar een klooster in Westfalen voor verder onderwijs. Vanaf 1670 studeerde hij Geneeskunde aan de Leidse hogeschool, waarna hij in 1673 weer in Groningen ging wonen.
Ludolph Smids trouwde met Maria van Tinga in 1674, maar zij overleed al in 1682. Niet lang daarna ging hij van het katholieke geloof over op het protestante, en trouwde hij met de protestante Anna de Groot. Zij vestigden zich in 1685 in Amsterdam.
Smids hield zich in Amsterdam bezig met geschiedenis, dichtkunst, toneel en het verzamelen van zeldzame voorwerpen, met name penningen. Hij werd (en bleef) het meest bekend met zijn Schatkamer der Nederlandsche Oudheden, een beschrijving van oude kastelen en bouwvallen, met 60 gravures door Jacobus Schijnvoet (1685-1733), naar de beroemde kasteeltekeningen van Roghman. Zowel de Friese dichteres Titia Brongersma als de Amsterdamse dichteres Katharyne Lescailje schreven lofdichten op hem.
Hij stierf na een val van een trap op 7 mei 1720. Hij werd begraven in de Westerkerk in Amsterdam.

## Gedicht van Ludolph Smids
Groningens waternood voorgevallen 22 november 1686
(...)
Het dondert en die zware bliksemslag
Maakt van de nacht een dag.
 't Is Groningen (ik ken haar hoge toren)
Alwaar (helaas!) zich deze orkaan laat horen,
Die 't water perst en over 't paalwerk beurt
En alle dijken scheurt.
Zie daar, zie daar de sluizen losgewrongen!
Het hol getij in Hunzingo gedrongen!
Het Fiv'lingo en 't vette Oldambt, (o wee!)
Veranderd in een zee!
Welk naar gekrijt verheft zich langs de dijken!
Elk loopt en draaft; doch werwaarts zal men wijken,
Terwijl de vloed huis, hooiberg en geboomt
En alles overstroomt?
O akkerman, grijp deze korenschoven!
Of hou u met een hek of staldeur boven
Totdat men u met schouw of snabbe of boot
Komt redden uit de nood.
Vat aan, vat aan, wilt gij behouden blijven!
Het water wast. Wat is 't? Wat ziet ge drijven?
Uw vee? Nee, ik speur veel te groot een rouw.
Uw vader! Kind! En vrouw!
O waterplaag! De droefheid zal hem doden.
Bedwing u toch! Hier is niet meer van node.
(...)
Breng mij van hier. 'k Ben moe dit aan te schouwen.
O wind! Ik kan mijn tranen niet weerhouwen.
 't Is Groningen, het is mijn vaderland
Door u zo aangerand!
O voedsterstad! Wat onheil! Wat gevaren
In 't klein begrijp van tweemaal zeven jaren!
De bliksem treft de hoofdkerk van de A.
O onherstelbre scha!
Dit schoon gebouw is binnen weinig uren
Niets dan een naakt geraamt van zwarte muren.
(...)
Hoe dobbert hier de boer en daar zijn vee!
Geen huis staat op zijn stee.
Hier ziet men een schip op de hoogste dijk gedragen,
En hoort het volk zijn nood de hemel klagen.
Ginds wemelen nog mensen op het dak
Vol smart en ongemak.
Men bergt hen niet, hoe kenbaar zij zich maken
Met voorschoot, hemd, of uitgestoken laken.
Zij zitten daar, verkild en afgevast
Tot hen de dood verrast.
Waar ik mij keer, naar achteren of naar voren,
 'k Zie hier een huis en daar een kerk of toren
In 't midden van de vlakte zonder strand,
Nog pas een volkrijk land.
Delfzijl! Termunt! Uw scha gaat mij ter harte.
O Otersum, wie zou uw lot niet smarten?
O Woldendorp! Midwolderhamrik! Ach!
Dit is een droeve dag.
Uithuizen! Spijk! Godlinze! Pieterburen!
Gij kondt al mee die springvloed niet verduren?
O neen, gij zijt ellendig omgewoeld
En door hem weggespoeld!
God is vergramd. Hij toont het met die slagen.
Wat raad? Hier helpt geen jammeren of klagen.
Verzoen u toch met hem en kus de roe
En word uw misdaên moe.
Bid om gena. Hij kan en wil u troosten.
Daar draait alreeds de wind zich naar het oosten!
Het water deinst terug, bedaard en stil
En vlucht weer naar zijn kil.
 't Verdronken land zal weldra ademhalen,
En uw verlies met overmaat betalen
Als gij de deugd omhelst en de ondeugd haat
En nimmer God verlaat.

## Uitgaven (selectie)

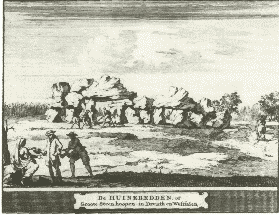
Gravure van de opgraving van "opgestapelde stenen" in Borger door Titia Brongersma (op 11 juni 1685). In: Ludolph Smids, Schatkamer der Nederlandse Oudheden (1711). Gravure van J. Schijnvoet.

- Gallerije ofte Proef van dichtoeffeningen (1685)
- Konradijn, treurspel (1686)
- De Deboosjant, klucht (bewerking van de Mostellaria van Plautus) (1686)
- De geschaakte Cinthia, klucht (bewerking van De verwaande krijgsman van Plautus) (1688)
- Letterk. ontwerp der aanm. over de Roomsche gedenkpenningen (1693)
- Poëzije (hierin: een Nederlandse spraakkunst) (1694)
- Schatkamer der Nederlandse oudheden (met 60 verbeeldingen geteekend door R. Rogman) (1711)
- Korte levensschets der Graven en Gravinnen van Holland (z.j.)
- Rouwklacht, op de dood van Agnes Block (1704)
- Oorlogend Europa of korte Chronyk (1715)
- Aanteekeningen op alle de werken van Publ. Ovidius Naso, in de Nederl. taal overgebragt door Abraham Valentijn (3 dln), (1697)

Hiernaast nog een aantal toneelstukken en blijspelen, Latijnse werken, briefwisselingen met geleerden over geneeskunde en penningen, enz.